# Karl von Frisch
Karl von Frisch (ur. 20 listopada 1886 w Wiedniu, zm. 12 czerwca 1982 w Monachium) – austriacki biolog, zoolog, pionier doświadczeń terenowych w badaniu zwierząt; laureat Nagrody Nobla z fizjologii i medycyny w 1973 roku (wraz z Konradem Lorenzem i Nikolaasem Tinbergenem) za szczegółowy opis sposobu komunikowania się pszczół.

## Życiorys
Syn chirurga i urologa Antona von Frischa (1849–1917) i pisarki Marie von Frisch z domu Exner, siostry Sigmunda Exnera. Pracował jako profesor zoologii w Rostocku, Wrocławiu i Monachium. Od 1925 dyrektor Instytutu Zoologicznego w Monachium. W 1965 roku otrzymał nagrodę imienia fundacji Eugenio Balzana.
Jego badania nad pszczołami miodnymi doprowadziły do odkrycia, że owady te posługują się złożonym systemem przekazywania informacji. Prowadząc badania nad porozumiewaniem się pszczół von Frisch stwierdził, że orientacja ruchów okrężnych wskazuje kierunek, w którym znajduje się pokarm. Częstość ruchów odwłoka wskazuje odległość. Wykazał, że pszczoły widzą w świetle ultrafioletowym, a do orientacji w przestrzeni, wykorzystują obserwacje kąta padania promieni słonecznych i polaryzacji światła.
W 1952 odznaczony Pour le Mérite za Naukę i Sztukę. Od 1959 był członkiem zagranicznym Królewskiej Holenderskiej Akademii Sztuk i Nauk. 
Laureat Nagrody Kalinga od UNESCO. 